# Старонікольське
Староніко́льське (рос. Староникольское) — село у складі Червоногвардійського району Оренбурзької області, Росія.

## Населення
Населення — 385 осіб (2010; 464 у 2002).
Національний склад (станом на 2002 рік):
- росіяни — 66 %